# Раздялата
„Раздялата“ (на английски: The Break-Up) е щатска романтична комедия от 2006 г. на режисьора Пейтън Рийд, с участието на Винс Вон и Дженифър Анистън. Сценарият е написан от Джей Лавендър и Джеръми Гарелик и продуциран от Universal Pictures.

## Актьорски състав
| Актьор             | Роля                                            |
| ------------------ | ----------------------------------------------- |
| Винс Вон           | Гари Гроболовски                                |
| Дженифър Анистън   | Брук Майърс                                     |
| Джон Фавро         | Джон Острофски, барман и приятел на Гари        |
| Коул Хаузър        | Лупус Гробовски, брат на Гари                   |
| Джоуи Лорън Адамс  | Ади Джоунс, сестра на Брук                      |
| Джуди Дейвис       | Мерилин Дийн, художничка и шефка на Брук        |
| Джъстин Лонг       | Кристофър Хиронс, рецепционист                  |
| Джейсън Бейтман    | Марк Ригълман, приятел на двойката              |
| Иван Сергей        | Карсън Уингам, клиент на музея                  |
| Винсънт Д'Онфорио  | Денис Гробовски, по-големият брат на Гари и шеф |
| Джон Майкъл Хигинс | Ричард Майърс, брат на Брук                     |
| Върнън Вон         | Хауърд Майърс, баща на Брук                     |
| Ан-Маргрет         | Уенди Майърс, майка на Брук                     |
| Питър Билингсли    | Андрю Джоунс, съпруг на Ади                     |
| Мери-Пат Грийн     | Миша, чистачка                                  |
| Кеир О'Донъл       | Пол Грант                                       |
| Джоф Стълтс        | Майк Лорънс                                     |

## В България
В България филмът е пуснат по кината на 21 юли 2006 г., и по-късно е издаден на DVD на 20 ноември от Прооптики.
На 14 май 2011 г. е излъчен по Нова телевизия с български дублаж. Екипът се състои от:
| Озвучаващи артисти  | Ася Братанова Йорданка Илова Даниела Йорданова Димитър Иванчев Георги Георгиев-Гого Христо Узунов |
| Преводач            | Захари Генчев                                                                                     |
| Тонрежисьор         | Стефан Дучев                                                                                      |
| Режисьор на дублажа | Димитър Кръстев                                                                                   |